# Forsyth Tech
Forsyth Technical Community College, más conocido como Forsyth Tech, es un colegio universitario de educación pública en la ciudad de Winston-Salem, Carolina del Norte. La institución es una de las más grandes del North Carolina Community College System. Este colegio sirve a los condados de Forsyth y Stokes en Carolina del Norte.